# Александров, Александр Николаевич (дипломат)
Александр Николаевич Александров (бел. Аляксандр Мікалаевіч Аляксандраў; род. 17 августа 1960, Минск, Белорусская ССР, СССР) — белорусский дипломат.

## Биография
Родился 17 августа 1960 года в Минске. В 1977 году окончил Минское суворовское военное училище, в 1981 — Свердловское высшее военно-политическое танко-артиллерийское училище, в 1995 — Военный университет РФ. С 1981 по 1991 год проходил обучение в военной академии Революционных Вооружённых Сил Кубы.
С 1981 по 1997 год служил на различных офицерских должностях в войсках Вооружённых Сил Беларуси. После службы в Вооружённых Силах продолжил службу на различных офицерских должностях в центральном аппарате Министерства обороны и Генеральном штабе Вооружённых сил Беларуси. На военной службе Александров пробыл до 2005 года, после чего был назначен атташе по вопросам обороны, военный и военно-воздушный атташе при Посольстве Беларуси в США. В американском посольстве он проработал до 2008 года, после чего трудоустроился в Посольство Беларуси в Венесуэле на туже должность. С июля 2013 по февраль 2015 — начальник управления военно-технического сотрудничества и развития экспорта Государственного военно-промышленного комитета Беларуси. После работы в ГВПК был назначен на должность Посла по особым поручениям Министерства иностранных дел Беларуси.
25 июня 2015 года указом Президента Республики Беларусь Александра Лукашенко был назначен на должность Чрезвычайного и полномочного посла Республики Беларусь в Республике Куба. 6 октября 2015 — в Мексике по совместительству. Освобождён от этих должностей 18 июня 2021 года.
Помимо родного языка владеет английским и испанским языками.

## Личная жизнь
Женат, имеет дочь.